# Чепик, Максим Владимирович
Макси́м Влади́мирович Че́пик (2 марта 1970 года, Якутск, СССР) — украинский артист балета, ведущий мастер сцены Национальной оперы Украины им. Т. Шевченко, заслуженный артист Украины (1994), педагог.

## Биография
Максим Чепик родился 2 марта 1970 года в Якутске (Россия). В 1988 году окончил Новосибирское хореографическое училище (педагог В. Ф. Владимиров).
В училище сложился постоянный творческий дуэт с Анной Дорош 
1988—1989 — артист Новосибирского театра оперы и балета.
1989—1998 — ведущий солист Днепропетровского театра оперы и балета.
Дуэт Анны Дорош и Максима Чепика стал знаменательным в истории днепропетровского балета. 
С 1999 года — ведущий мастер сцены балетной труппы Национальной оперы Украины им. Т. Г. Шевченко.
В киевском театре педагог-репетитор М.Чепика и А.Дорош - народный артист Украины Николай Прядченко.
Педагог сценической практики в Киевской муниципальной украинской академии танца имени Сержа Лифаря.

## Репертуар
Классический танцовщик романтического амплуа.
- «Лебединое озеро» — Зигфрид
- «Спящая красавица» — Дезире
- «Жизель» — Альберт
- «Раймонда» — Жан де Бриен
- «Корсар» — Конрад
- «Дон Кихот» — Базиль
- «Щелкунчик» — Принц
- «Кармен-сюита» в хореографии А.Алонсо — Хозе
- «Лесная песня» М.Скорульского в хореографии В.Вронского — Лукаш
- «Спартак» А.Хачатуряна в хореографии А.Шекеры — Спартак
- «Венский вальс» в хореографии А.Рехвиашвили — Франц
- «Шехеразада» на музыку Н.Римского-Корсакова в постановке В.Яременко — Золотой раб
- «Грек Зорба» М.Теодоракиса в хореографии Л.Мясина — Зорба
- «Легенда о любви» А.Меликова в хореографии А.Шекеры— Ферхад
- «Лилея» К.Данькевича — Степан
- «Викинги» Е.Станковича в хореографии В.Литвинова — Гаральд
- «Картинки с выставки» на музыку М.Мусоргского в хореографии Р.Поклитару — Кутюрье
- «Сюита в белом» на музыку Э.Лало в хореографии С.Лифаря — Адажио[4]

"Первоклассный балетный кавалер М.Чепик <...> Выдающимся актерским достижением М.Чепика стал изысканно-эротичный, пленяющий мужественной пластичной кантиленой образ Золотого раба в балете "Шехеразада" на музыку одноименной симфонической сюиты Н.Римского-Корсакова по мотивам арабских сказок "1001 ночь".— Юрий Станишевский, "Украинский балетный театр"

## Гастроли
Гастролировал в Швейцарии, Германии, Испании, Италии и других странах.

## Награды
- 1994 — Заслуженный артист Украины